# Nino Tomaschek
Nino Tomaschek (* 14. Juli 1976 in Mödling bei Wien) ist ein österreichischer Wissenschaftstheoretiker und Wissenschaftsmanager.

## Leben
Nino Tomaschek studierte von 1995 bis 1998 Philosophie, Deutsche Philologie und Soziologie an der Universität Wien. Von 1998 bis 2000 absolvierte er das Doktoratsstudium der Philosophie an der Universität Wien und promovierte im Schwerpunkt Epistemologie zum Dr. phil. Von 2000 bis 2001 folgte das Studium der Internationalen Personal- und Organisationsentwicklung zum „Master of Advanced Studies for International Human Resources Management and Organization Development“ an der PEF Privatuniversität für Management in Wien. 2007 habilitierte er an der Philosophisch-Sozialwissenschaftlichen Fakultät der Universität Augsburg als jüngster Habilitand der Fakultät im Fach Philosophie mit Schwerpunkt Wissenschaftstheorie bei Klaus Mainzer (Technische Universität München).
Von 2004 bis 2008 war er Programmleiter und Geschäftsführer des Executive MBA-Studiengangs „Systemische Organisationsentwicklung und Beratung“ am ZWW-Zentrum für Weiterbildung und Wissenstransfer an der Universität Augsburg. Von 2009 bis 2012 war Nino Tomaschek Senior Research Director für die Forschungsgruppe „Management und Consulting in Transformations- und Innovationsprozessen“ an der flensburg.school for Advanced Research Studies auf dem Flensburger Campus. Seit 2008 ist er Leiter des Postgraduate Center der Universität Wien. 2008 gründete er darüber hinaus das Forschungs- und Beratungsinstitutes sevensix – Corporate Research and Consulting GmbH mit Sitz in Wien. Seit 2012 hat er im Netzwerk AUCEN (Netzwerk für Universitäre Weiterbildung und Personalentwicklung in Österreich) die Funktion des Sprechers inne.
Er ist verheiratet und hat drei Kinder.

## Schriften
- Systemisches Coaching. Ein zielorientierter Beratungsansatz. 2. Auflage. Facultas, Wien 2009, ISBN 978-3-7089-0396-5.
- Systemic Coaching. A target-oriented approach to consulting. Carl-Auer-Systeme, Heidelberg 2006, ISBN 3-89670-545-8.
- Übersetzung des Buches Systemisches Coaching ins Russische. Humanitarian, Kharkov 2008, ISBN 978-966-8324-49-9.
- Systemische Transformationsphilosophie. Erfolgreicher Wandel von Organisationen und Unternehmen durch organisationale Selbstreflexion. Verlag für Systemische Forschung, Heidelberg 2007, ISBN 978-3-89670-388-0.
- als Hrsg.: Systemische Organisationsentwicklung und Beratung bei Veränderungsprozessen. Ein Handbuch. 2. Auflage. Carl-Auer-Systeme, Heidelberg 2009, ISBN 978-3-89670-536-5.
- als Hrsg.: Perspektiven systemischer Entwicklung und Beratung von Organisationen. Ein Sammelband. Verlag für Systemische Forschung, Heidelberg 2007, ISBN 978-3-89670-389-7.
- als Hrsg.: Die bewusste Organisation. Steigerung der Leistungsfähigkeit, Lebendigkeit und Innovationskraft von Organisationen und Unternehmen. Verlag für Systemische Forschung, Heidelberg 2007, ISBN 978-3-89670-900-4.
- mit Ingo Radermacher (Hrsg.): Management und Consulting in Transformations- und Innovationsprozessen. Research in Progress. Hampp, Mering 2010, ISBN 978-3-86618-480-0.
- mit Elke Gornik (Hrsg.): The Lifelong Learning University. Perspektiven für die Universität der Zukunft. Waxmann, Münster 2010, ISBN 978-3-8309-2417-3.
- mit Peter Schettgen und Bernd Wagner (Hrsg.): Praxisportraits Wissenschaftlicher Weiterbildung. Deutsche und Internationale Hochschulen im Vergleich. Ziel, Augsburg 2006, ISBN 3-937210-85-7.
- mit Sebastian Schloemer (Hrsg.): Leading in Complexity. New Ways of Management. Carl-Auer-Systeme, Heidelberg 2010, ISBN 978-3-89670-922-6.
- mit Judith Fritz (Hrsg.): „Die Stadt der Zukunft. Aktuelle Trends und zukünftige Herausforderungen“. University Society Industry, Band 4, Waxmann, Münster 2015, ISBN 978-3-8309-3276-5